# Халястрэ
«Халя́стрэ» (идиш די כאַליאַסטרע‎, «ди халястрэ» — ватага, банда, сброд, от пол. hałastra) — группа еврейских поэтов-модернистов, экспрессионистов и футуристов, писавших на идише. Сформировалась в начале 1920-х годов в Варшаве. Издавали одноимённый альманах.
Поэты писали на идише и придерживались в то время социалистических взглядов.

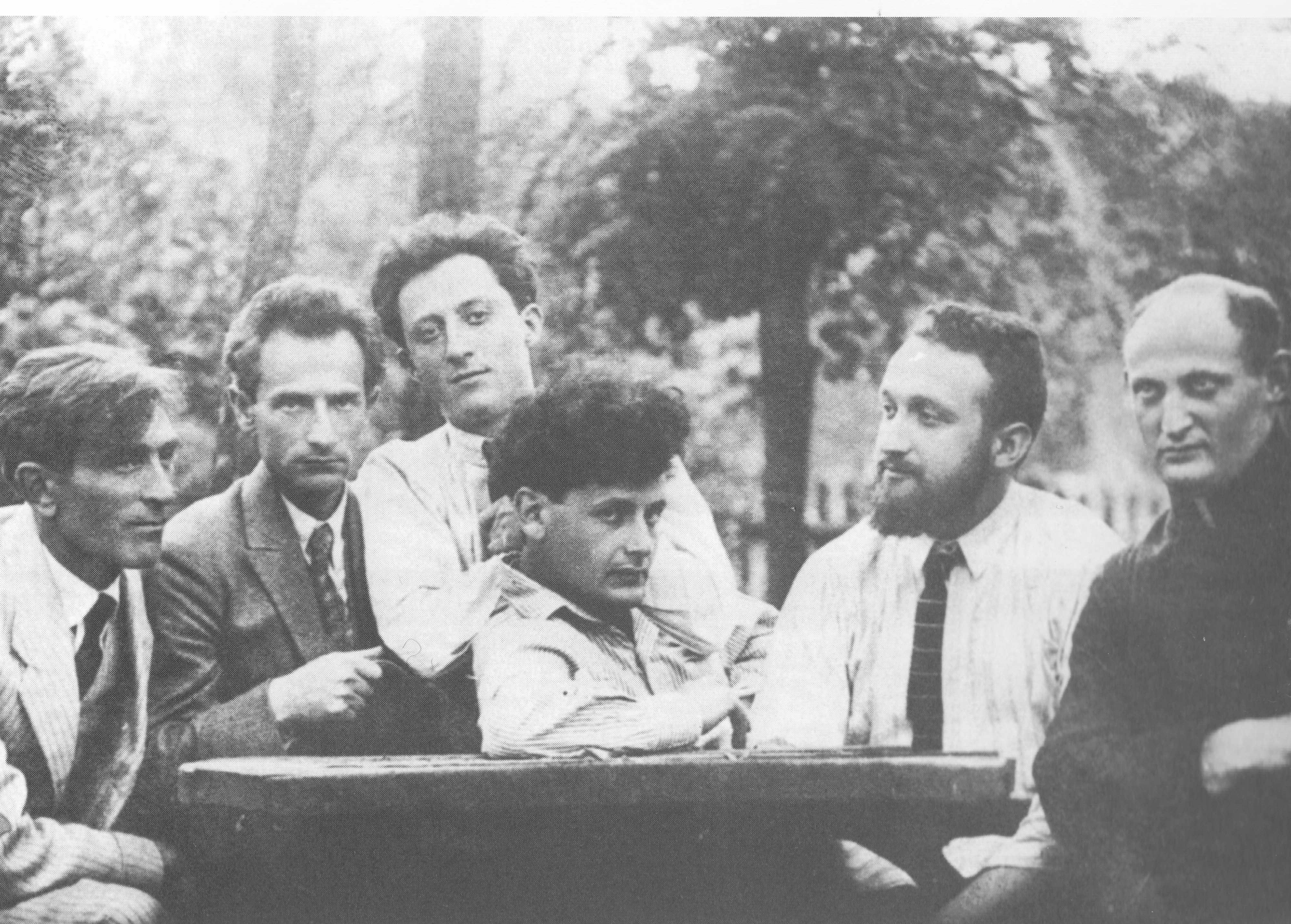
Члены группы «Халястрэ»: Мендл Элькин, У. Ц. Гринберг, П. Маркиш, М. Равич, И. И. Зингер.

Движение «Халястра» можно условно разделить на три периода:
- 1919 год, когда группа была связана с журналом «Юнг-идиш»;
- переходный период 1921—1922 гг., связанный с журналом «Ринген» Михла Вайхерта и Алтера Кацизне;
- золотой период 1922—1924 годов, который породил «Ди Халястрэ», «Вог» (Весы; под редакцией Мелеха Равича) и «Альбатрос», наиболее авангардный экспрессионистский журнал Ури Цви Гринберга.

## Состав группы
Лидерами были Перец Маркиш, Ури Цви Гринберг и Мейлех Равич (настоящее имя — Зхария Хоне Бергнер).
К ним присоединились прозаик Исроэл-Иешуа Зингер и поэт, драматург, режиссёр и художник Мойше Бродерзон.
К группе также примкнули варшавянин Исроэл Штерн и киевские поэты Ицик Кипнис, Мойше Хащеватский и Довид Гофштейн.

## Название
Название «Халястре» было дано Хилелем Цейтлиным, редактором ежедневной газеты «Дер момент», как презрительное прозвище людей, шокировавших публику вызывающим поведением и боровшихся против реализма в искусстве. Мойше Бродерзон использовал это слово в своём стихотворении; группа с гордостью приняла это прозвище.

## Альманахи

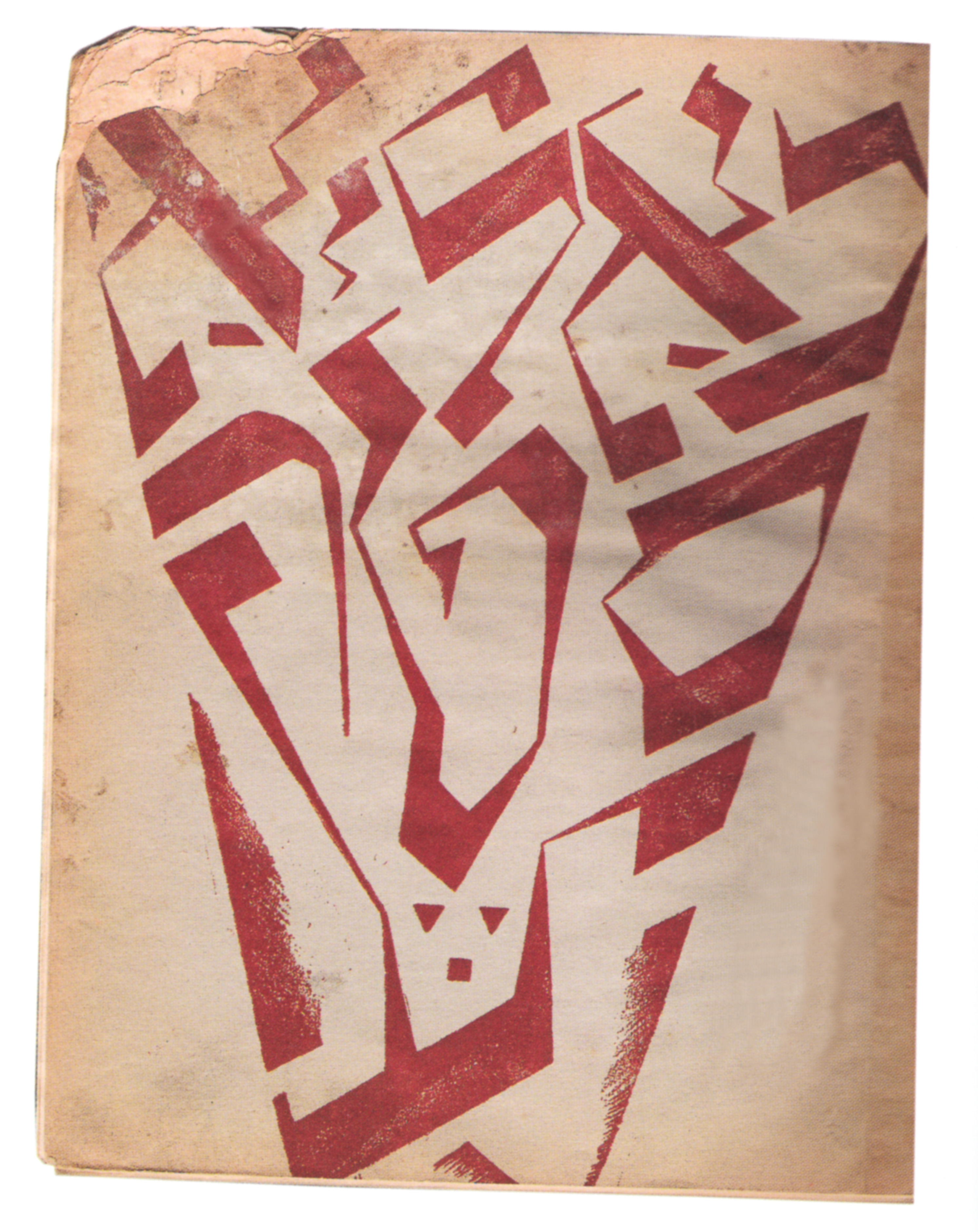
Обложка первого номера журнала «Халястре»

Первый выпуск альманаха с названием «Халястра» вышел в Варшаве в 1922 году; редакторами были П. Маркиш и И. И. Зингер. Второй номер вышел в Париже в 1924 году; редакторы: П. Маркиш и О. Варшавский, художник — Марк Шагал.
Также издавался альманах «Альбатрос» под редакцией У. Ц. Гринберга; (выпуск 1, Варшава, 1922; выпуск 2, Берлин, 1923)
Широкий резонанс вызвали книги лидеров «Халястре» — «Накете лидер» («Голые стихи», 1921) М. Равича, «Мефисто» («Мефистофель», 1922) У. Ц. Гринберга и «Ди купе» («Куча», 1922) П. Маркиша, в которых прокламировавшиеся группой теоретические положения — обновление поэтического языка, взрывающая стих экзальтация и «революция духа» — выражены с яркой художественной силой.

## Распад
В 1925 году У. Ц. Гринберг уехал в Эрец-Исраэль; другие руководители группы также покинули Варшаву, и «Халястре» прекратила своё существование.
Бывшие участники «Халястре» разошлись по разным концам политического спектра — от коммунизма до религиозного национализма.